# Запис Миловића јабука (Љубић)
Запис Миловића јабука (Љубић) се налази на парцели чији је власник Давинић Нада.

## Локација
| Општина             | Кнић                                                             |
| Катастарска општина | Љубић                                                            |
| Потес               | Раковска коса                                                    |
| Координате          | 43° 55′ 30″ С; 20° 47′ 50″ И / 43.924999999999997° С; 20.7971° И |
| Надморска висина    | 0m                                                               |

## Карактеристике
Дендрометријске вредности утврђене на терену и сателитским снимцима:
| Стабло                     | Јабука |
| Висина стабла              | m      |
| Обим дебла                 | m      |
| Пречник крошње             | 5m     |
| Пречник дебла              | m      |
| Висина дебла до прве гране | m      |

## База записа
Запис је у оквиру Викимедија пројекта "Запис - Свето дрво" заведен под редним бројем 0598.